# 紀元前364年
紀元前364年（きげんぜん364ねん）は、ローマ暦の年である。
当時は、「ペティクスとカルウスが共和政ローマ執政官に就任した年」として知られていた（もしくは、それほど使われてはいないが、ローマ建国紀元390年）。紀年法として西暦（キリスト紀元）がヨーロッパで広く普及した中世時代初期以降、この年は紀元前364年と表記されるのが一般的となった。

## 他の紀年法
- 干支 : 丁巳
- 日本
  - 皇紀297年
  - 孝安天皇29年
- 中国
  - 周 - 顕王5年
  - 秦 - 献公21年
  - 楚 - 宣王6年
  - 斉 - 桓公11年
  - 燕 - 桓公9年
  - 趙 - 成侯11年
  - 魏 - 恵王6年
  - 韓 - 懿侯11年
- 朝鮮
  - 檀紀1970年
- ベトナム :
- 仏滅紀元 : 181年
- ユダヤ暦 :

## できごと

### ギリシャ
- テーバイは、アテナイとの紛争に備え、当時軍事的指導者であったエパメイノンダスの提言によって三段櫂船100隻の艦隊を作り上げた。テーバイは、ボイオーティアで覇を競っていたオルコメノスを滅ぼした。
- 紀元前369年からテーバイで人質となっていた、マケドニア王国の王弟ピリッポス（後のピリッポス2世）が故国に帰還した。
- 政治家・将軍ペロピダスに率いられたテーバイ軍は、テッサリアで戦われたキュノスケファライの戦いにおいてフェライのアレクサンドロスの軍勢を破ったが、ペロピダスは戦死した。戦いに敗れたアレクサンドロスは、テッサリア諸都市への支配権の放棄をテーバイに強いられ、また、フェライ (Pherae) だけは支配権を認められたが、ボイオーティア同盟に加わることとされた。
- アルキダモス3世治下のスパルタは、クロムノスでアルカディア勢に敗れた。
- アテナイの将軍イフィクラテースがアンフィポリスの奪還に失敗。将軍職を辞してトラキアに戻り、義父であるトラキア王コトゥス1世 (Cotys I) がトラキアのケルソネソスをめぐってアテナイに対抗した。この争いはコトゥス1世が勝利を収め、ケルソネソス半島一帯の支配権を確立した。
- ティモファネス (Timophanes) の一党（その中には弟ティモレオン (Timoleon) も加わっていた）が、コリントスのアクロポリス（アクロコリントス）を占拠し、自ら国主たることを宣言した。後にティモレオンは、この行動を理由にティモファネスを処刑しようとした一党に、無言の承認を与えた。

### 中国
- 中国の天文学者で斉出身の甘徳が、木星の衛星のひとつガニメデを発見し、また、史上初めて太陽黒点の観察を行なったとされる。
- 秦の献公の将軍の章蟜は晋と石門で戦い、6万人を斬首し、周の天子から黼黻（ほふつ）の衣服[1]を賜った。

## 死去
- ペロピダス - テーバイの政治家、 テッサリアで戦われたキュノスケファライの戦いで戦死